# Schwarz-Weiß Erfurt Volley-Team 2022-2023
Questa voce raccoglie le informazioni riguardanti lo Schwarz-Weiß Erfurt Volley-Team nelle competizioni ufficiali della stagione 2022-2023.

## Stagione
Lo Schwarz-Weiß Erfurt Volley-Team partecipa alla stagione 2022-23 senza alcuna denominazione sponsorizzata.
In 1. Bundesliga ottiene un decimo posto al termine della regular season, mancando la qualificazione ai play-off scudetto, mentre in Coppa di Germania raggiunge i quarti di finale, venendo eliminato dal PTSV Aachen.

## Organigramma societario
Area direttiva
- Presidente: Michael Panse

Area tecnica
- Allenatore: Konstantin Bitter
- Allenatore in seconda: Mateusz Żarczyński
- Assistente allenatore: Jannis Hopt
- Scoutman: Rebekka Schneider

Area sanitaria
- Medico: Silke Meinig, Thorsten Meinig, Jürgen Tilo Trommer
- Fisioterapista: Fabian Striehn, Axel Ullmann

## Rosa
| N° | Nome               | Ruolo | Data di nascita   | Nazionalità sportiva |
| -- | ------------------ | ----- | ----------------- | -------------------- |
| 1  | Jaidyn Blanchfield | S     | 10 gennaio 1995   | Stati Uniti          |
| 2  | Romy Brokking      | L     | 16 febbraio 2002  | Paesi Bassi          |
| 5  | Corina Glaab       | P     | 25 maggio 2000    | Germania             |
| 6  | Antonia Stautz     | S     | 15 dicembre 1993  | Germania             |
| 7  | Vera Mulder        | O     | 14 settembre 2000 | Paesi Bassi          |
| 8  | Demi Korevaar      | C     | 9 agosto 2000     | Paesi Bassi          |
| 9  | Natalie Wilczek    | C     | 9 marzo 2000      | Germania             |
| 10 | Lena Liegert       | C     | 21 febbraio 2002  | Germania             |
| 11 | Zoe Welz           | C     | 22 giugno 2004    | Germania             |
| 13 | Margaret Speaks    | P     | 11 ottobre 1994   | Stati Uniti          |
| 15 | Mia Kettner        | L     | 15 dicembre 2004  | Germania             |
| 16 | Darja Eržen        | O     | 20 giugno 1997    | Slovenia             |
| 16 | Hanna Hellvig      | O     | 3 febbraio 2000   | Svezia               |

## Statistiche

### Statistiche di squadra
| Competizione      | Punti | In casa | In casa | In casa | In trasferta | In trasferta | In trasferta | Totale | Totale | Totale |
| Competizione      | Punti | G       | V       | P       | G            | V            | P            | G      | V      | P      |
| ----------------- | ----- | ------- | ------- | ------- | ------------ | ------------ | ------------ | ------ | ------ | ------ |
| 1. Bundesliga     | 15    | 10      | 1       | 9       | 11           | 3            | 8            | 21     | 4      | 17     |
| Coppa di Germania | -     | 2       | 1       | 1       | 0            | 0            | 0            | 2      | 1      | 1      |
| Totale            | -     | 12      | 2       | 10      | 11           | 3            | 8            | 23     | 5      | 18     |

G = partite giocate; V = partite vinte; P = partite perse

### Statistiche dei giocatori
| Giocatrice     | 1. Bundesliga | 1. Bundesliga | 1. Bundesliga | 1. Bundesliga | 1. Bundesliga | Coppa di Germania | Coppa di Germania | Coppa di Germania | Coppa di Germania | Coppa di Germania | Totale | Totale | Totale | Totale | Totale |
| Giocatrice     | P             | PT            | AV            | MV            | BV            | P                 | PT                | AV                | MV                | BV                | P      | PT     | AV     | MV     | BV     |
| -------------- | ------------- | ------------- | ------------- | ------------- | ------------- | ----------------- | ----------------- | ----------------- | ----------------- | ----------------- | ------ | ------ | ------ | ------ | ------ |
| J. Blanchfield | 20            | 194           | 156           | 26            | 12            | 2                 | 14                | 13                | 1                 | 0                 | 22     | 208    | 169    | 27     | 12     |
| R. Brokking    | 21            | 0             | 0             | 0             | 0             | 2                 | 0                 | 0                 | 0                 | 0                 | 23     | 0      | 0      | 0      | 0      |
| D. Eržen       | 18            | 90            | 81            | 2             | 7             | 1                 | 12                | 11                | 1                 | 0                 | 19     | 102    | 92     | 3      | 7      |
| C. Glaab       | 20            | 27            | 1             | 15            | 11            | 2                 | 3                 | 0                 | 3                 | 0                 | 22     | 30     | 1      | 18     | 11     |
| H. Hellvig     | 19            | 103           | 86            | 5             | 12            | 2                 | 22                | 18                | 2                 | 2                 | 21     | 125    | 104    | 7      | 14     |
| M. Kettner     | 2             | 0             | 0             | 0             | 0             | 0                 | 0                 | 0                 | 0                 | 0                 | 2      | 0      | 0      | 0      | 0      |
| D. Korevaar    | 20            | 150           | 101           | 28            | 21            | 2                 | 16                | 11                | 4                 | 1                 | 22     | 166    | 112    | 32     | 22     |
| L. Liegert     | 11            | 11            | 5             | 6             | 0             | 0                 | 0                 | 0                 | 0                 | 0                 | 11     | 11     | 5      | 6      | 0      |
| V. Mulder      | 21            | 303           | 241           | 42            | 20            | 2                 | 34                | 24                | 9                 | 1                 | 23     | 337    | 265    | 51     | 21     |
| M. Speaks      | 16            | 30            | 18            | 11            | 1             | 1                 | 0                 | 0                 | 0                 | 0                 | 17     | 30     | 18     | 11     | 1      |
| A. Stautz      | 20            | 222           | 178           | 26            | 18            | 2                 | 27                | 22                | 2                 | 3                 | 22     | 249    | 200    | 28     | 21     |
| Z. Welz        | 0             | 0             | 0             | 0             | 0             | -                 | -                 | -                 | -                 | -                 | 0      | 0      | 0      | 0      | 0      |
| N. Wilczek     | 18            | 82            | 55            | 19            | 8             | 2                 | 9                 | 6                 | 3                 | 0                 | 20     | 91     | 61     | 22     | 8      |

P = presenze; PT = punti totali; AV = attacchi vincenti; MV = muri vincenti; BV = battute vincenti